# Juan Jacinto Muñoz-Rengel
Juan Jacinto Muñoz-Rengel (Málaga, 16 de enero de 1974) es un escritor español.

## Biografía
Cursó el doctorado en Filosofía y ha ejercido la docencia tanto en España como en el Reino Unido. En 1998 fundó en Málaga la revista de filosofía y teoría literaria Estigma. De 2007 a 2011 dirigió en Madrid el programa Literatura en breve de Radio 5, y más tarde condujo la sección de relato en El ojo crítico de Radio Nacional de España. Ha colaborado en publicaciones como Anthropos, Ínsula, Clarín o el diario El País, entre otras. En 2019 fundó en el centro de Madrid la Escuela de Imaginadores.
Es autor del ensayo Una historia de la mentira (Alianza, 2020), de las novelas La capacidad de amar del señor Königsberg (Alianza de Novelas, 2021), El gran imaginador (Plaza & Janés, 2016; Premio a la Mejor Novela del Año del Festival Celsius), El sueño del otro (Plaza & Janés, 2013; DeBolsillo, 2014) y El asesino hipocondríaco (Plaza & Janés, 2012; DeBolsillo, 2013; Finalista del Premio Festival du premier roman de Chambéry-Savoie; Finalista del Premio Mandarache), del libro de microrrelatos El libro de los pequeños milagros (Páginas de Espuma, 2013), de los relatos largos Colapso (PRH Flash, 2017) y Pink (PRH Flash, 2012), y de los libros de cuentos De mecánica y alquimia (Salto de Página, 2009; Premio Ignotus a la mejor antología en 2010) y 88 Mill Lane (Alhulia, 2006). Asimismo, ha coordinado y prologado las antologías de narrativa breve La realidad quebradiza (Páginas de Espuma, 2012), Perturbaciones (Salto de Página, 2009) y Ficción Sur (Traspiés, 2008).
Sus cuentos han sido incluidos en las antologías Cuento español actual (Editorial Cátedra), Pequeñas Resistencias (Páginas de Espuma) y Siglo XXI (Menoscuarto). Haganado más de cincuenta premios nacionales e internacionales, entre los que se encuentran el Fernando Quiñones, el Julio Cortázar de Cuba, el Miguel de Unamuno, el Premio de Relatos para Leer en el Autobús, el Premio Jóvenes Creadores de Madrid o, en dos ocasiones, el Premio Internacional de Relatos Cortos La Felguera, el certamen más antiguo de España en su modalidad.
Su obra ha sido traducida al inglés, al francés, al italiano, al finés, al rumano, al griego, al turco, al árabe y al ruso, y publicada en más de treinta países.

## Obra
Durante sus años de estancia en Londres, el autor escribió el que sería su primer libro de relatos publicado, 88 Mill Lane (Alhulia, 2005), una selección de historias fantásticas que transcurren en la capital británica, en un lapso temporal que abarca desde la época victoriana hasta nuestros días, y con prólogo del escritor argentino Pablo De Santis. 
Su segundo libro de relatos, De mecánica y alquimia (Salto de Página, 2009), mereció el Premio Ignotus a la mejor antología publicada en 2010, fue además finalista del Premio Setenil al mejor libro de cuentos y finalista del Premio Xatafi-Cyberdark al mejor libro de ficción. Este libro amplía los motivos y escenarios del primero, recorriendo distintas ciudades europeas en un periodo de tiempo que va desde la taifa de Toledo del siglo XI hasta un futuro lejano y apocalíptico. 
La novela El asesino hipocondríaco, publicada en 2012 por el grupo Penguin Random House en los sellos Plaza & Janés y DeBolsillo, resultó Finalista del Premio Festival du premier roman de Chambéry-Savoie y Finalista del Premio Mandarache, tuvo una excelente acogida de crítica y de lectores, ha alcanzado la 8.ª edición en España y se ha publicado en otra docena de países, entre ellos, Francia, Canadá, Italia, Finlandia, Turquía, Argentina, Uruguay, Chile o los Países Árabes. De ella se ha dicho: «Con El asesino hipocondríaco el español Juan Jacinto Muñoz Rengel logró una entrada espectacular en el mundo de la novela negra. ¡Hilarante e irresistible!», Paris Match; «Muñoz Rengel nos regala con su novela un asesino con cuyo asesinato es posible disfrutar», Corriere della Sera; «Una fascinante (veloz, insólita) novela negra que es a la vez una oda al perdedor y un singular ejercicio metaliterario sin igual, que, de tan deliciosa, el lector querría que no acabara nunca», El Cultural; «Una novela genial, deliciosa, divertida, desopilante, chocarrera y más que probablemente patológica. Hace años que no leía una novela tan descacharrante como El asesino hipocondríaco», Fernando Iwasaki, ABC; «Juan Jacinto Muñoz Rengel firma una comedia negra regocijante. ¿Quién dijo que no hay que burlarse de la miseria de los demás?», Livres Hebdo; «El talento de Juan Jacinto Muñoz Rengel es su rica imaginación», L'Humanité.
De la novela El sueño del otro, publicada en 2013 por el grupo Penguin Random House, en los sellos Plaza & Janés y DeBolsillo, se ha dicho: «Una de las lecturas más apasionantes de este inicio de 2013. El sueño del otro es una obra madura, referencial». Ricard Ruiz Garzón, El Periódico; «Muñoz Rengel vuelve a enganchar a los lectores con una novela original que no deja indiferente a nadie», El Mundo; «Con buen pulso narrativo y eficacia estilística, la novela se vuelve inquietante y angustiosa, cualidades intensificadas por su creciente suspense», Ángel Basanta, El Cultural; «Intensa, crítica y sorprendente, la trama atrapa desde las primeras páginas», El Popular (Argentina);
De la colección de microrrelatos El libro de los pequeños milagros (Páginas de Espuma, 2013) se ha dicho: «Muñoz Rengel va sobrado de imaginación», Lluis Satorras, Babelia, El País, «Puro Muñoz Rengel, aunque siempre cambiando de piel, como una extraña criatura insatisfecha que muda como forma de reinvención», El Mundo; «Inquieto, travieso, juguetón», ABC; «Una mirada capaz de sugerirnos lo monstruoso que se oculta tras la apariencia. Un libro excelente, que marca límites en muchos aspectos», José María Merino, Revista Leer; «Cada una de estos microrrelatos tiene un carácter experimental. Roza la metáfora y la prosa es impecable», Ricardo Senabre, El Cultural; «Un glosario de historias mínimas, hondas, casi de corte abisal», Javier Ors, La Razón.
Su novela El gran imaginador (Plaza & Janés, 2016) fue finalista del Premio Andalucía de la Crítica y se alzó con el Premio a la Mejor Novela del Año del Festival Celsius. De este libro se ha dicho: «Juan Jacinto Muñoz Rengel sorprende con El gran imaginador, una novela llena de fantasía, humor y homenajes literarios», Babelia, El País; «No podrán evitar rendirse ante la magnitud de una narración colosal», Pilar Castro, El Cultural; «Ahora, gracias a la lectura apasionante de esta novela de Muñoz Rengel, sabemos mucho más. El gran imaginador es el protoescritor de la modernidad», Juan Francisco Ferré, Diario Sur; «Una novela total. Con un argumento que hubiese gustado, sospecho, a Borges», Vicente Araguas, LEER; «Popoulos es un Funes que lo imagina todo», EÑE; «Muñoz Rengel se ha retado a sí mismo a construir una novela de clásico aliento ruso para rendir tributo a la idea misma del cuento», Laura Fernández, Fantífica.
Su ensayo Una historia de la mentira (Alianza, 2020) ha sido traducido y publicado en EEUU, Reino Unido, Países Árabes o Rumanía. De él se ha dicho: «The novelist Juan Jacinto Muñoz-Rengel argues that lying is not, as conventional morality might have us assume, a practice to be avoided whenever possible but, rather, an innate and inevitable element of language and life», THE NEW YORKER; «Science lies habitually; so do religions; so do art and literature – not just aberrantly but pervasively and necessarily», THE TIMES LITERARY SUPPLEMENT; «Revelatory: we lie, yes, but often we do it to help each other. Muñoz-Rengel convincingly shows us that falseness 'is the clearest sign of intelligence', and should be appreciated as a tool for enabling people to understand reality», The New Statesman; «Provoking, entertaining and surprising. A frothy, glittering meditation on the nature of human being», THE AUSTRALIAN; «I was dazzled and exhilarated by this playful philosophical tour-de-force», The Sidney Morning Herald; «El nuevo libro de Juan Jacinto Muñoz-Rengel se adentra en un viaje en el tiempo para encontrar el origen de la mentira y su relación con la naturaleza humana», El País; «Un libro realmente oportuno, necesario», Toni Montesinos, La Razón; «Nos descubre que la mentira está en todas partes donde hay vida» La Vanguardia; «Miento luego existo. Una idea incómoda, pero que permite diseccionar los grandes relatos que hemos creado para sobrevivir en este mundo», ABC; «Para Muñoz-Rengel todo es mentira, pero hay mentiras y mentiras», Público; «El ensayo más debatido del año pandémico», Eldiario.es.

## Antologías
Muñoz-Rengel ha coordinado y prologado los siguientes volúmenes:
- Ficción Sur. Antología de cuentistas andaluces (Traspiés, 2008). Una antología de los más representativos cuentistas andaluces de la actualidad, entre los que figuran autores como Hipólito G. Navarro, Fernando Iwasaki, Juan Bonilla o Andrés Neuman y un buen número de cuentistas entonces emergentes, como Lara Moreno o Cristina García Morales.

- Perturbaciones. Antología del relato fantástico español actual (Salto de Página, 2009). Una antología de la última narrativa fantástica española, que reúne a todos los escritores que han trabajado el género de una forma amplia en su obra, dibujando una panorámica que va desde José María Merino, Cristina Fernández Cubas o Ángel Olgoso, hasta jóvenes autores como Félix J. Palma, Jon Bilbao o Patricia Esteban Erlés.

- La realidad quebradiza. Antología de cuentos de José María Merino (Páginas de Espuma, 2012). Una antología de los más destacados relatos del conjunto de la obra del escritor José María Merino, Premio Nacional de Narrativa, Premio Nacional de las Letras Españolas y académico de la lengua.

### Novelas
- La capacidad de amar del señor Königsberg, 1.ª edición, septiembre de 2021, ISBN 978-8413624808.
- El gran imaginador, Plaza & Janés, 1.ª edición, octubre de 2016, ISBN 978-84-01-0174-83.
- " " ", 2.ª edición, noviembre de 2016, ISBN 978-84-01-0174-83.
- El sueño del otro, Plaza & Janés, 1.ª edición, enero de 2013, ISBN 978-84-01-35357-4.
- El sueño del otro, DeBolsillo, 1.ª edición, febrero de 2014, ISBN 978-84-9032-709-8.
- El asesino hipocondríaco, Plaza & Janés, 1.ª edición, enero de 2012, ISBN 978-84-01-35225-6.
- " " ", 2.ª edición, febrero de 2012, ISBN 978-84-01-35225-6.
- " " ", 3.ª edición, marzo de 2012, ISBN 978-84-01-35225-6.
- " " ", 4.ª edición, abril de 2012, ISBN 978-84-01-35225-6.
- El asesino hipocondríaco, DeBolsillo, 1.ª edición, enero de 2013, ISBN 978-84-9032-124-9.
- " " ", 2.ª edición, marzo de 2013, ISBN 978-84-9032-124-9.
- " " ", 3.ª edición, abril de 2013, ISBN 978-84-9032-124-9.
- " " ", 1.ª reimpresión, octubre de 2017, ISBN 978-84-9032-124-9.

### Ensayo
- Una historia de la mentira, Alianza, 1.ª edición, septiembre de 2020, ISBN 978-8491818892.

### Libros de relatos
- De mecánica y alquimia, Salto de Página, 1.ª edición, 2009, ISBN 978-84-936354-9-7.
- " " ", 2.ª edición, 2011, ISBN 978-84-15-06503-6.
- 88 Mill Lane, Alhulia, 2005, ISBN 978-84-96083-85-1.

### Libro de microrrelatos
- El libro de los pequeños milagros, Páginas de Espuma, 1.ª edición, septiembre de 2013, ISBN 978-84-8393-146-2.

### Relatos independientes
- Colapso, PRH Flash, 2017, ISBN 978-84-16-62811-7.
- Pink, PRH Flash, 2012, ISBN 978-84-15-59706-3.

### Ediciones
- La realidad quebradiza (Ed. Juan Jacinto Muñoz Rengel), Páginas de Espuma, 2012, ISBN 978-84-8393-099-1.
- Perturbaciones (Ed. Juan Jacinto Muñoz Rengel), Salto de Página, 2009, ISBN 978-84-936354-6-6.
- Ficción Sur (Ed. Juan Jacinto Muñoz Rengel), Traspiés, 2008, ISBN 978-84-935427-6-4.

### Inclusión en antologías
- Los pescadores de perlas. Los microrrelatos de Quimera (Ed. Ginés Cutillas), Editorial Montesinos, 2019, ISBN 978-84-17700-23-2.
- Frankenstein Resuturado (Ed. Fernando Marías), Editorial Alrevés, 2018, ISBN 978-84-17077-41-9.
- Las más extrañas historias de amor (Ilustrado y editado por Eva Manzano), Reino de Cordelia, 2018, ISBN 978-84-16968-33-6.
- El arte de contar (Ed. Ángeles Encinar y Ana Casas), Editorial Cátedra, 2017, ISBN 978-84-376-3763-1.
- Las bibliotecas imposibles, (Ed. Mario Cuenca Sandoval), Cuadernos del Vigía, 2017, ISBN 978-84-95430-68-7.
- Las otras. Antología de mujeres artificiales, (Ed. Teresa López-Pellisa; Prólogo de Ursula K. Le Guin), McNally Jackson, New York, USA, 2016.
- Simbiosis: Antología de ciencia ficción hispana (Ed. Carlos Gámez), Ediciones La Pereza, Miami, USA, 2016, ISBN 978-0692809839.
- Historia y antología de la ciencia ficción española (Ed. Julián Díez y Fernando Ángel Moreno), Editorial Cátedra, 2014, ISBN 978-84-376-3337-4.
- Mañana todavía. Doce distopías para el siglo XXI  (Ed. Ricard Ruiz Garzón), Fantascy, Penguin Random House, 2014, ISBN 978-84-15-83131-0.
- Piedad y Deseo. Otros hijos de la misma noche (Ed. Fernando Marías), Colección Hijos de Mary Shelley, Imagine, 2014, ISBN 978-84-96715-59-2.
- Visionarias / Visionaries (Ed. Alberto Chimal), Traviesa, Cornell en Nueva York, USA, 2014, edición bilingüe.
- Cuento español actual (1992-2012) (Ed. Ángeles Encinar), Editorial Cátedra, 2014, ISBN 978-84-376-3220-9.
- 201. Antología de microrrelatos (Ed. David Roas y José Donayre, Ediciones Altazor, Lima, Perú, 2013, ISBN 978-612-4122-65-1126.
- Mar de pirañas. Nuevas voces del microrrelato español (Ed. Fernando Valls), Menoscuarto, 2012, ISBN 978-84-96675-89-6.
- Prospectivas. Antología de ciencia ficción española actual (Ed. Fernando Ángel Moreno), Salto de Página, 2012, ISBN 978-84-15-06531-9.
- Steampunk: antología retrofuturista (Ed. Félix J. Palma), Editorial Nevsky, 2012, ISBN 978-84-939379-3-5.
- Las mil caras del monstruo (Ed. Ana Casas), Bracket Cultura, 2012, ISBN 978-84-939961-0-9.
- La familia del aire. Entrevistas con cuentistas españoles (Ed. Miguel Ángel Muñoz), Páginas de Espuma, 2011, ISBN 978-84-8393-051-9.
- Pequeñas Resistencias 5. Antología del nuevo cuento español (Ed. Andrés Neuman; Prólogo de Eloy Tizón), Páginas de Espuma, 2010, ISBN 978-84-8393-069-4.
- Siglo XXI. Los nuevos nombres del cuento español (Ed. Fernando Valls y Gemma Pellicer), Menoscuarto, 2010, ISBN 978-84-96675-48-3.
- Perversiones. Breve catálogo de parafilias ilustradas, Vagamundos, Ediciones Traspiés, 2010, ISBN 978-84-937888-2-7.
- Por favor, sea breve 2. Antología de microrrelatos (Ed. Clara Obligado), Páginas de Espuma, 2009, ISBN 978-84-8393-011-3.
- Atmósferas (Prólogo de Rosa Regàs), Asociación Muchocuento, 2009.
- Cuento vivo de Andalucía, Universidad de Guadalajara, México, 2006.
- Relatos para Leer en el Autobús (Prólogo de Andrés Neuman), Cuadernos del Vigía, 2006, ISBN 978-84-95430-23-6.